# Yoshisaka Keisuke
Keisuke Yoshisaka (sinh ngày 15 tháng 5 năm 1974) là một cầu thủ bóng đá người Nhật Bản.

## Sự nghiệp câu lạc bộ
Keisuke Yoshisaka đã từng chơi cho Oita Trinita.